# Sidoarum (Jakenan)
Sidoarum is een bestuurslaag in het regentschap Pati van de provincie Midden-Java, Indonesië. Sidoarum telt 1451 inwoners (volkstelling 2010).